# Oberea birmanica
Oberea birmanica là một loài bọ cánh cứng trong họ Cerambycidae.